# Grigorij Vasil'evič Romanov
Grigorij Vasil'evič Romanov (in russo Григорий Васильевич Романов?; Nižnij Novgorod, 7 febbraio 1923 – Mosca, 3 giugno 2008) è stato un politico sovietico, leader del Partito Comunista dell'Unione Sovietica di Leningrado, membro dell'ufficio politico (Politburo) del PCUS.

## Biografia
Nato in una famiglia contadina nei pressi di Nižnij Novgorod, non imparentata con l'ex famiglia reale russa nonostante l'omonimia, combatté nella seconda guerra mondiale come ufficiale di collegamento. S'iscrisse al Partito Comunista nel 1944 e in seguito intraprese gli studi presso l'Istituto di costruzioni navali di Leningrado.
Dal 1957 fino al 1960 fu il segretario del comitato rionale del PCUS per la zona Kirovskij e nel 1970 divenne primo segretario del comitato distrettuale di Leningrado. Durante la sua permanenza in questa carica fu significativamente ampliata la metropolitana di Leningrado e fu avviata la costruzione di una diga destinata a proteggere la città dalle inondazioni della Neva.
Nel 24º congresso del PCUS Romanov fu eletto membro del comitato centrale e nel 1976 entrò a far parte dell'ufficio politico del partito. Comunemente considerato fautore di una "linea dura" e rappresentante della fazione conservatrice all'interno della dirigenza sovietica, era uno dei più autorevoli pretendenti al posto di segretario generale del PCUS, resosi libero nel 1984 dopo la morte di Jurij Vladimirovič Andropov. 
Tuttavia, a seguito di una segreta lotta politica tra i membri dell'ufficio politico, tale carica fu affidata ad una figura di compromesso incarnata da Konstantin Ustinovič Černenko. Anche dopo la scomparsa di quest'ultimo fu in lizza per il ruolo di segretario generale, ma questa volta gli venne preferito Michail Gorbačëv. Dopo l'arrivo al potere di Gorbačëv nel 1985, Romanov fu espulso dall'ufficio politico e non occupò più posti politicamente rilevanti.
Dopo il disgregamento dell'Unione Sovietica entrò nelle file del Partito Comunista della Federazione Russa dove assunse la mansione del consigliere del segretario generale Gennadij Zjuganov. Nel 1998 con un decreto presidenziale firmato da Boris El'cin a Romanov fu assegnata una pensione di Stato per il suo contributo nello sviluppo dell'industria bellica nazionale. Fu sepolto al cimitero Kuncevskoe a Mosca.